# 池田町立佐馬地中学校
池田町立佐馬地中学校（いけだちょうりつ さまちちゅうがっこう）は、かつて徳島県三好市池田町にあった町立中学校。
生徒数の減少などの理由で1970年3月31日をもって廃校。し、同年4月1日に池田町立池田第一中学校に統合された。その後、三好市立池田第一中学校も2009年3月31日をもって廃校し、同年4月1日に三好市立池田中学校に統合された。

## 概要
- 池田大橋を渡り、馬路川沿いに西方の西川之江方面へ行く。約2km。校舎は白地トンネルを抜けて西に開ける平地にあった[1]。
- 佐馬地青年学校の校舎を使って開校した[1]。
- ソフトボール部は強豪であった[1]。

## 沿革

### 年表
- 1947年（昭和22年）4月1日 - 学制改革により三好郡佐馬地村佐馬地中学校として設立される。
- 1970年（昭和45年）
  - 3月31日 - 廃校。
  - 4月1日 - 三好市立池田第一中学校に統合される。

## 学校行事
※月ごとの学校行事、特色を記載して下さい。
| - 4月 1学期始業式、入学式 - 5月 - 6月 | - 7月 1学期終業式 - 8月 - 9月 2学期始業式 | - 10月 - 11月 - 12月 2学期終業式 | - 1月 3学期始業式 - 2月 - 3月 卒業式、3学期終業式 |

## 部活動
閉校時に存在した部活動一覧。
- 運動系部活動
  - ソフトボール部
  - 部
- 文化系部活動
  - 部
  - 部

## 通学区域
- 池田町
  - 佐野
  - 馬路
  - 白地

## 進学前小学校
- 三好市立白地小学校
- 三好市立馬路小学校
- 三好市立佐野小学校
- 三好市立馬場小学校
- 三好市立野呂内小学校

## 交通
- JR土讃線阿波池田駅より
- 三好市営バス佐馬地バス停より徒歩x分